# Fritz Kocher
Fritz Paul Kocher (* 6. April 1928 in Bern; † vor 2018) war ein Schweizer Skilangläufer. Er nahm an drei Olympischen Winterspielen sowie zwei nordischen Skiweltmeisterschaften teil und wurde 11-mal Schweizer Meister, darunter acht Einzeltitel.

## Werdegang
Kocher, der für den SC Altstetten sowie den SC Wald startete und als Landwirt tätig war, trat zunächst in der Nordischen Kombination an und wurde bei den Schweizer Meisterschaften 1952 Zweiter sowie bei den Schweizer Meisterschaften 1953 Dritter. Bei den Olympischen Winterspielen 1952 in Oslo errang er zusammen mit Walter Lötscher, Alfred Kronig und Alfons Supersaxo den achten Platz in der Staffel. In der Saison 1953/54 wurde er über 50 km erstmals Schweizer Meister und errang mit der Staffel den zweiten Platz. Beim Saisonhöhepunkt, den Nordischen Skiweltmeisterschaften 1954 in Falun, lief er auf den 97. Platz über 15 km. Im folgenden Jahr holte er bei den Schweizer Meisterschaften die Meistertitel über 15 km und 50 km. Nach Platz eins beim nationalen Rennen in Stoos über 12 km zu Beginn der Saison 1955/56, belegte er bei den Olympischen Winterspielen 1956 in Cortina d’Ampezzo den 27. Platz über 30 km und den siebten Platz zusammen mit Werner Zwingli, Viktor Kronig und Marcel Huguenin in der Staffel. Bei den Schweizer Meisterschaften gewann er erneut beide Einzeltitel. In der Saison 1956/57 wurde er Achter beim internationalen Rennen in Le Brassus über 15 km und bei den Schweizer Meisterschaften 1957 Meister über 15 km sowie mit der Staffel.
In der folgenden Saison siegte Kocher bei den Gotthardskitagen in Andermatt und kam beim internationalen Rennen in Le Brassus auf den zehnten Platz über 15 km. Beim Saisonhöhepunkt, den Nordischen Skiweltmeisterschaften 1958 in Lahti, belegte er jeweils den 29. Platz über die Einzeldistanzen und zusammen mit Alphonse Baume, Lorenz Possa und Michel Rey den siebten Platz in der Staffel. Bei den Schweizer Meisterschaften 1958 triumphierte er im 48-km-Lauf sowie mit der Staffel und errang im 15-km-Lauf den dritten Platz. Im Jahr 1959 erreichte er bei den Schweizer Meisterschaften den zweiten Platz im 50-km-Lauf. In der Saison 1959/60  wurde er nach Platz vier in Entlebuch und Rang sechs in Andermatt für die Olympischen Winterspiele 1960 in Squaw Valley nominiert, wo er zusammen mit Marcel Huguenin, Lorenz Possa und Alphonse Baume den achten Platz in der Staffel errang. Zuvor lief er bei den Schweizer Meisterschaften 1960 jeweils auf den zweiten Platz über 50 km und mit der Staffel. In den folgenden Jahren nahm er an nationalen Rennen teil. Dabei lief er bei den Schweizer Meisterschaften 1961 auf den sechsten Platz über 16 km sowie auf den zweiten Rang über 30 km und bei den Schweizer Meisterschaften 1962 auf den fünften Platz mit der Staffel.

## Erfolge

### Teilnahmen an Weltmeisterschaften und Olympischen Winterspielen

#### Olympische Winterspiele
- 1952 Oslo: 9. Platz Staffel
- 1956 Cortina d’Ampezzo: 7. Platz Staffel, 27. Platz 30 km
- 1960 Squaw Valley: 8. Platz Staffel

#### Nordische Skiweltmeisterschaften
- 1954 Falun: 97. Platz 15 km
- 1958 Lahti: 7. Platz Staffel, 29. Platz 15 km, 29. Platz 30 km

### Medaillen bei nationalen Meisterschaften
- 1952: Silber in der Nordischen Kombination
- 1953: Bronze in der Nordischen Kombination
- 1954: Gold über 50 km, Silber mit der Staffel
- 1955: Gold über 15 km, Gold über 50 km
- 1956: Gold über 15 km, Gold über 50 km
- 1957: Gold über 15 km, Gold mit der Staffel
- 1958: Gold über 48 km, Gold mit der Staffel, Bronze über 15 km
- 1959: Silber über 50 km
- 1960: Silber über 50 km, Silber mit der Staffel
- 1961: Silber über 30 km, Bronze über 50 km
- 1962: Gold mit der Staffel, Gold über 30 km, Silber über 15 km